# Betta Lemme
Betta Lemme, właśc. Elisabetta Lemme (ur. 30 kwietnia 1993 w Montrealu) – kanadyjska piosenkarka, autorka tekstów piosenek, multiinstrumentalistka, była modelka.

## Życiorys
Lemme urodziła się w Montrealu, w kanadyjskiej prowincji Quebec. Jej rodzice mają włoskie pochodzenie. Ich przodkowie wywodzą się z Kalabrii i Abruzji. W dzieciństwie rozpoczęła grę na fortepianie i gitarze. W wieku 8 lat zaczęła interesować się muzyką taneczną. Zna języki angielski, francuski oraz włoski, które wykorzystuje w swoich tekstach.

## Kariera
Na początku swego dorosłego życia była modelką. Podróżowała po świecie, występowała na wybiegach w m.in. Paryżu i Nowym Jorku. 
Karierę muzyczną rozpoczęła od gościnnego udziału w utworze „Awoo” amerykańskiego duo Sofi Tukker. 10 listopada 2017 wydała swój debiutancki singel zatytułowany „Bambola”. Trójjęzyczny utwór (w językach francuskim, angielskim i włoskim) notowany był w czołówce list przebojów w Izraelu i Polsce, a także z mniejszym powodzeniem we Francji, w Rosji i we Włoszech. Piosenka zainspirowana była utworem włoskiej piosenkarki Patty Pravo pt. „La Bambola” z 1968 roku. W grudniu 2018 roku ukazał się kolejny jej utwór „Give it”. 
Pośród swoich inspiracji artystka wymienia twórców takich, jak: Mina, Loredana Bertè, Mia Martini, ABBA, Dalida oraz Stromae.

## Dyskografia

### Minialbumy
| Tytuł      | Dane dot. albumu                                                                          |
| ---------- | ----------------------------------------------------------------------------------------- |
| Bambola EP | - Data: 10 sierpnia 2018 - Wytwórnia: Ultra Records - Format: Digital download, streaming |

### Single
| Rok                                                      | Tytuł           | Najwyższe pozycje na listach | Najwyższe pozycje na listach | Najwyższe pozycje na listach | Najwyższe pozycje na listach | Najwyższe pozycje na listach | Najwyższe pozycje na listach | Najwyższe pozycje na listach | Najwyższe pozycje na listach | Najwyższe pozycje na listach | Certyfikaty        | Album      |
| Rok                                                      | Tytuł           | BEL (WA)                     | BUL                          | CRO                          | FRA                          | ISR                          | POL                          | ROM                          | RUS                          | ITA                          | Certyfikaty        | Album      |
| -------------------------------------------------------- | --------------- | ---------------------------- | ---------------------------- | ---------------------------- | ---------------------------- | ---------------------------- | ---------------------------- | ---------------------------- | ---------------------------- | ---------------------------- | ------------------ | ---------- |
| 2017                                                     | „Bambola”       | –                            | 6                            | 86                           | 3                            | 1                            | 4                            | 24                           | 15                           | 31                           | - ITA: złota płyta | Bambola EP |
| 2018                                                     | „Give It”       | –                            | –                            | –                            | –                            | –                            | –                            | –                            | –                            | –                            |                    | TBA        |
| 2019                                                     | „Kick the Door” | –                            | –                            | –                            | –                            | –                            | –                            | –                            | –                            | –                            |                    | TBA        |
| 2019                                                     | „Play”          | –                            | –                            | –                            | –                            | –                            | –                            | –                            | –                            | –                            |                    | TBA        |
| 2020                                                     | „I'm Bored”     | –                            | –                            | –                            | –                            | –                            | –                            | –                            | –                            | –                            |                    | TBA        |
| 2020                                                     | „Mommy”         | –                            | –                            | –                            | –                            | –                            | –                            | –                            | –                            | –                            |                    | TBA        |
| 2021                                                     | „Cry”           | –                            | –                            | –                            | –                            | –                            | –                            | –                            | –                            | –                            |                    | TBA        |
| 2021                                                     | „Ce Soir”       | –                            | –                            | –                            | –                            | –                            | –                            | –                            | –                            | –                            |                    | TBA        |
| 2021                                                     | „Girls”         | –                            | –                            | –                            | –                            | –                            | –                            | –                            | –                            | –                            |                    | TBA        |
| „–” oznacza, że singel nie był notowany na danej liście. |                 |                              |                              |                              |                              |                              |                              |                              |                              |                              |                    |            |

### Występy gościnne
| Rok  | Tytuł  | Wykonawca   | Album        |
| ---- | ------ | ----------- | ------------ |
| 2016 | „Awoo” | Sofi Tukker | Soft Animals |

## Teledyski
| Rok  | Tytuł                        | Reżyser                      | Źródło |
| ---- | ---------------------------- | ---------------------------- | ------ |
| 2016 | „Awoo”                       | Sam Mason                    | [ 24 ] |
| 2017 | „Bambola”                    | Betta Lemme, Sarah McColgan  | [ 25 ] |
| 2018 | „Give It”                    | Betta Lemme, Sam Cannon      | [ 26 ] |
| 2019 | „Play”                       | Betta Lemme, Dream Scientist | [ 27 ] |
| 2020 | „I'm Bored” (Vertical Video) | Betta Lemme                  | [ 28 ] |